# Lypsimena fuscata
Lypsimena fuscata är en skalbaggsart som beskrevs av Samuel Stehman Haldeman 1847. Lypsimena fuscata ingår i släktet Lypsimena och familjen långhorningar.
Artens utbredningsområde är:
- Bahamas.
- Kuba.
- Haiti.
- Honduras.
- Panama.
- Venezuela.

Inga underarter finns listade i Catalogue of Life.